# Yrghyz Aūdany
Yrghyz Aūdany är ett distrikt i Kazakstan.   Det ligger i oblystet Aqtöbe, i den centrala delen av landet, 800 km väster om huvudstaden Astana.